# La Victoria, Escárcega
La Victoria är en ort i Mexiko.   Den ligger i kommunen Escárcega och delstaten Campeche, i den sydöstra delen av landet, 900 km öster om huvudstaden Mexico City. La Victoria ligger 51 meter över havet och antalet invånare är 878.
Terrängen runt La Victoria är platt. Runt La Victoria är det glesbefolkat, med 11 invånare per kvadratkilometer. Närmaste större samhälle är Licenciado Gustavo Díaz Ordaz, 17,7 km nordväst om La Victoria. I omgivningarna runt La Victoria växer i huvudsak städsegrön lövskog.